# Hermaeophaga dali
Hermaeophaga dali – gatunek chrząszcza z rodziny stonkowatych i podrodziny Galerucinae.
Gatunek ten opisany został w 2009 roku przez Aleksandra Konstatinowa.
Chrząszcz o ciele długości od 1,94 do 2,05 mm. Przedplecze i głowa czarne ze spiżowym podbarwieniem. Czułki całkiem czarne. Stopy i golenie ciemnobrązowe. Na głowie bruzda środkowoczołowa głęboka dobrze widoczna tylko w części nasadowej, bruzdy oczne i nadoczne głębokie i dość szerokie, bruzda nadczołowa głęboka. Środek przedplecza z małymi i gęsto rozmieszczonymi punktami, pokrywy zaś nieregularnie punktowane. Panewki przednich bioder szeroko otwarte. Samiec ma edeagus o bokach prawie równoległych, w widoku bocznym prawie prosty z zakrzywionym ku grzbietowi, płaskim wierzchołkiem, w widoku brzusznym nieprzewężony przed szczytem. Samica ma spermatekę z częścią pompującą wyraźnie oddzieloną od zbiorniczka i tignum z szypułką silnie zakrzywioną z przodu i prostą pośrodku.
Owad znany tylko z Wenshui w chińskim Junnanie, gdzie żeruje na Paederia foetida.